# Musculus incisivus labii superioris
A musculus incisivus labii superioris egy járulékos izom mely a száj körüli izmokhoz tartozik. (közkincs kép nem áll rendelkezésre)

## Eredés, tapadás, elhelyezkedés
A felső állcsont fossa incisiva nevű részéről ered. A száj körüli izommal (musculus orbicularis oris) keveredik, mielőtt elérné a modiolus-t, és annak több részén tapad.

## Beidegzés
Az arcideg idegzi be.